# بورنو (لومبارديا)
بورنو ( Camunian : Búren ) هي كومونة إيطالية تقع في فال كامونيكا ، مقاطعة بريشيا ، في لومباردي.

## المعالم السياحية

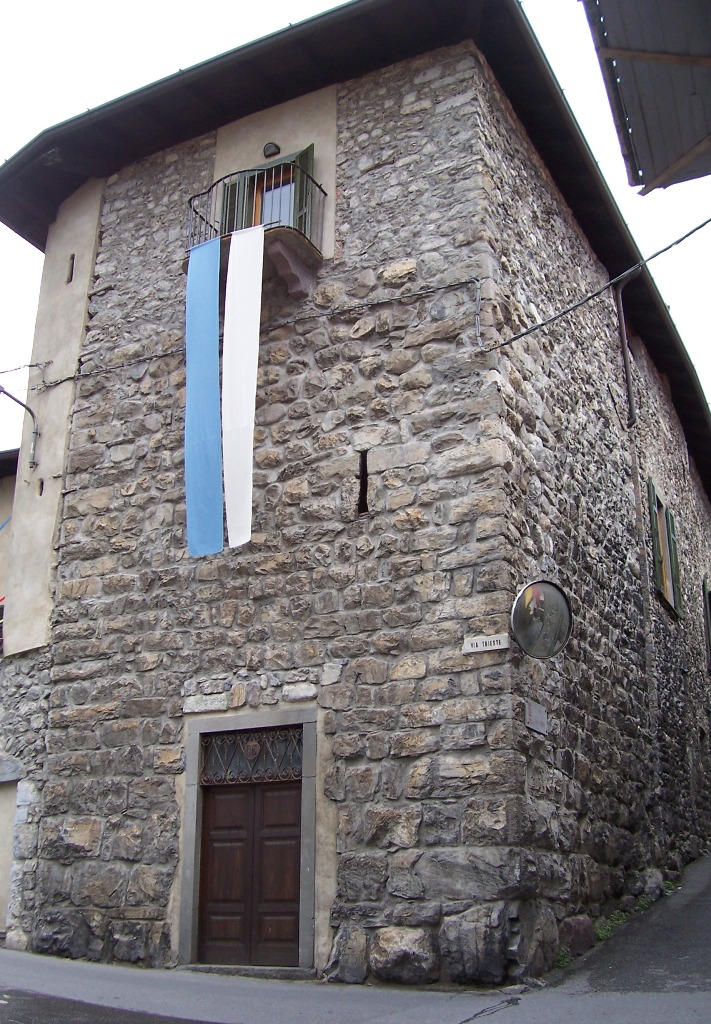
منزل في بورنو

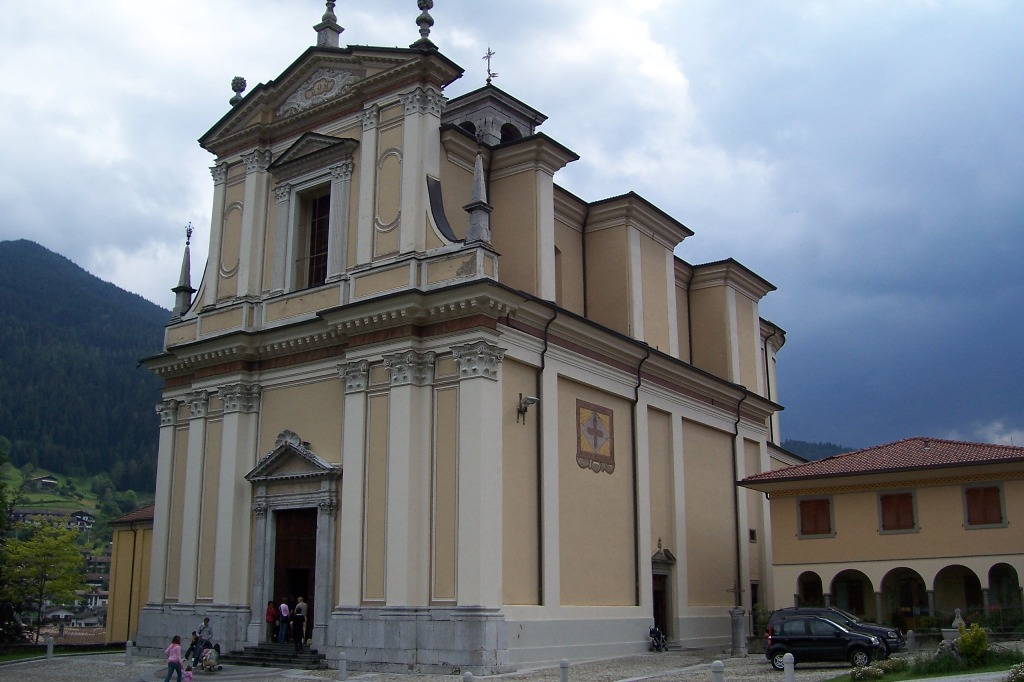
كنيسة أبرشية إس مارتن وجون

- أبرشية كنيسة سان مارتن ويوحنا المعمدان (القرن الثامن عشر).
- كنيسة سان أنطونيو الصغيرة ، حقوق أبناء الأبرشية و التي تضم لوحة جدارية من صنع Callisto Piazza. .
- خطابة التأديب.
- كنيسة سيدة الأحزان(مريم العذراء) في (القرن السابع عشر)
- كنيسة سيدة اللورد(مريم العذراء) ،التي قد كانت مخصصة سابقًا للقديسين فيتوس وموديستوس في (القرن السادس عشر)
- كنيسة سان فيورينو (أو فلوريانو) من القرن التاسع و يوجد بها صحن الكنيسة العائد من القرن السادس عشر
- كنيسة سان فيرمو ، التي أعيد بنائها من القرن السادس عشر إلى القرن السابع عشر.

## شخصيات مهمة
- جيوفاني باتيستا ري ، و هو شخصية مهمة وأساسية لد[ بحاجة لمصدر ]ى الروم الكاثوليكيين

## روابط خارجية
- باللغة الإيطالية الصور التاريخية - Intercam
- باللغة الإيطالية الصور التاريخية - Lombardia Beni Culturali نسخة محفوظة 5 نوفمبر 2022 على موقع واي باك مشين.

مقاطعة بريشا